# نونا گی
نونا گی (انگلیسی: Nona Gaye؛ زادهٔ ۴ سپتامبر ۱۹۷۴) هنرپیشه اهل ایالات متحده آمریکا است.
از فیلم‌هایی که وی در آن نقش داشته است، می‌توان به علی اشاره کرد.